# Marié Digby
Marié Christina Digby (født 16. april 1983) er en amerikansk singer-songwriter, guitarist og pianist. Hun er især kendt for en række akustiske coverversioner af  kendte navnes numre; især hendes version af Rihannas "Umbrella", som blev lagt på YouTube i 2007, har været vist over 22 millioner gange. Efterfølgende har hun udgivet en række album med primært selvskrevne numre, og hun har især været populær i Øst- og Sydøstasien med flere turneer i dette område.

## Diskografi
Marié Digby har udgivet følgende album:
- Unfold (2008)
- Second Home (2009)
- Breathing Underwater (2009)
- Your Love (2011)
- Winter Fields (2013)
- Chimera (Ep, 2014)